# الگار، سادیز
الگار، سادیز (به اسپانیایی: Algar, Cádiz) یک شهرستان در اسپانیا است که در اندلس واقع شده‌است.

## خصوصیات
الگار ۲۶٫۶۰ کیلومترمربع مساحت و ۱٬۵۶۴ نفر جمعیت دارد و ۲۱۲ متر بالاتر از سطح دریا واقع شده‌است.